# Användbarhet
Användbarhet är en svensk term för usability, och är en önskvärd egenskap hos datorer, program, användargränssnitt och andra verktyg och föremål.

## Definition
Användbarhet definieras enligt ISO-normen 9241-11 som följande:
Den grad i vilken användare i ett givet sammanhang kan bruka en produkt för att uppnå specifika mål på ett ändamålsenligt, effektivt och för användaren tillfredsställande sätt.
I en bredare bemärkelse används begreppet också för de metoder och tekniker som tas i bruk för att nå en hög grad av användbarhet ("Jag har pluggat användbarhet"). I denna mening överlappar användbarhet i hög grad begrepp som människa–datorinteraktion, ergonomi eller interaktionsdesign.

### Användbarhet respektive Användarvänlighet
Det förekommer att det närliggande ordet Användarvänlighet används på ett liknande sätt som Användbarhet, men ComputerSwedens IT-ordlista rekommenderar ordet Användbarhet inom beskrivning av människa-datorinteraktion. TAM3 (Technology Acceptance Model 3) anger följande definitioner:
- Uppfattad användbarhet – till vilken grad en person tror att systemet kommer vara till nytta.
- Uppfattad användarvänlighet – till vilken grad en person tror att användningen av systemet kommer att nyttjas utan ansträngning.

## Tillämpningsområden
Även om användbarhet i princip gäller vilken produkt som helst, har begreppet till stor del kommit att förknippas med digitala system och produkter, till exempel webbtjänster eller datorprogram. 
I synnerhet inom IT är den tredje betydelsen av ordet vanlig. Inom andra områden, till exempel framställning av hus eller möbler, finns sällan någon specifik "användbarhets-specialist"; att eftersträva hög användbarhet ligger normalt i arkitektens eller designerns yrkesroll.

## Användbarhetens delar
En del forskare har velat väga in andra kvaliteter i användbarhets-begreppet än de tre i ISO-definitionen. Utöver ändamålsenlighet och den personliga tillfredsställelsen har Jakob Nielsen och Shneidermann föreslagit ytterligare tre:
- Hur lätt det är att lära sig använda (eng. learnability) för en nybörjare
- Hur lätt det är att minnas hur man gjorde (eng. memorability): om man gör ett uppehåll och därefter börjar använda produkten igen, är det då lätt att komma man ihåg hur man gjorde?
- Hur många eller få fel som användarna gör.

Särskilt när det gäller webbplatser och informationssystem har en del velat lyfta fram "hittbarhet" (eng findability) - det vill säga hur lätt eller svårt det är att hitta information - som en väsentlig del i användbarhet, eller som ett komplement.[källa behövs]

## Användbarhetens metoder
En rad metoder och tekniker är associerade med begreppet användbarhet. 
En del av dessa rör design och utveckling av produkter eller tjänster. Här används till exempel tekniker och metoder som personor, scenarios, contextual inquiry, interaktionsdesign, med flera. Dessa och många andra tekniker kan sammanfattas under rubriken användarcentrerad design.
En annan grupp tekniker rör tester eller utvärderingar, där det gäller att se hur användbart ett system eller en produkt är. Här finns metoder som think-aloud protocol, expertgranskning, med flera. Dessa beskrivs under uppslagsordet användningstest.
Det finns även utmaningar att få in användbarhet i utvecklingsprocessen. Några av orsakerna är ett fokus på de tekniska aspekterna av ett IT-system och inte dess användbarhet, att begreppet ses som luddigt och svårt att förstå, att användbarhet inte går att mäta och på att projekt inte uppfattar att de har tid att arbeta med användbarhet.  Många systemutvecklare har aldrig heller sett de system de utvecklar användas i sitt sammanhang.

## Världsanvändbarhetsdagen
Sedan 2005 uppmärksammas Världsanvändbarhetsdagen, World Usability Day, den andra torsdagen i november. Internationellt arrangeras den av Usability Professionals Association. I Sverige står STIMDI för arrangemanget. Under dagen försöker man genom öppna föreläsningar, seminarier och andra arrangemang öka intresset för användbarhet hos företag, myndigheter och allmänhet.